# جون واتكينز
جون واتكينز هو دبلوماسي كندي، ولد في 1902 في برامبتون في كندا، وتوفي في 12 أكتوبر 1964 في مونتريال في كندا.